# Acilio Severo
Acilio Severo (latino: Acilius Severus; fl. 322-326) è stato un prefetto romano di età imperiale.

## Biografia
Severo proveniva da una famiglia equestre, era originario della Spagna ed era un cristiano. Fu console nel 323 e praefectus urbi dal 325 al 326. È probabile che il Severo che fu prefetto del pretorio di Costantino I nei Balcani nel 322-323 fosse proprio Acilio.
Il piatto d'argento ritrovato nel 1882-1884 nel Foro romano e dedicato probabilmente da "SEBERVS" all'imperatore Costantino I in occasione del ventesimo anno di regno (326) potrebbe essere stato prodotto per volere di Severo, per celebrare l'imperatore durante la sua visita nella città.